# Zamia acuminata
Zamia acuminata är en kärlväxtart som beskrevs av Oerst. och William Turner Thiselton Dyer. Zamia acuminata ingår i släktet Zamia och familjen Zamiaceae. IUCN kategoriserar arten globalt som sårbar. Inga underarter finns listade i Catalogue of Life.